# Howards Grove (Wisconsin)
Howards Grove es una villa ubicada en el condado de Sheboygan en el estado estadounidense de Wisconsin. En el Censo de 2010 tenía una población de 3.188 habitantes y una densidad poblacional de 527,83 personas por km².

## Geografía
Howards Grove se encuentra ubicada en las coordenadas 43°49′45″N 87°49′14″O / 43.82917, -87.82056. Según la Oficina del Censo de los Estados Unidos, Howards Grove tiene una superficie total de 6.04 km², de la cual 5.98 km² corresponden a tierra firme y (1.07%) 0.06 km² es agua.

## Demografía
Según el censo de 2010, había 3.188 personas residiendo en Howards Grove. La densidad de población era de 527,83 hab./km². De los 3.188 habitantes, Howards Grove estaba compuesto por el 98.31% blancos, el 0.38% eran afroamericanos, el 0.06% eran amerindios, el 0.56% eran asiáticos, el 0% eran isleños del Pacífico, el 0.22% eran de otras razas y el 0.47% pertenecían a dos o más razas. Del total de la población el 0.88% eran hispanos o latinos de cualquier raza.